# Closca

Les plaques de la closca d'una tortuga

|  | Aquest article tracta sobre la closca de determinats animals. Vegeu-ne altres significats a «Closca (desambiguació)». |

La closca' o clasca, casca, clova, clovella, clofolla, clofoll, esclofolla, corfa (País Valencià, per a la de l'ou; també crosta; escorça) és un embolcall dur i rígid que, entre altres funcions, serveix per protegir les parts toves d'un animal. En el cas de la major part dels crustacis i dels mol·luscs, és calcari i en els quelonis, ossi i corni. Forma part de la secció dorsal de l'exoesquelet.

## Crustacis
En els crustacis, la closca és una part de l'exoesquelet que cobreix el cefalotòrax. Es desenvolupa especialment bé en llagostes i crancs. Funciona com a coberta protectora per sobre del cefalotòrax. Quan es projecta endavant més enllà dels ulls, aquesta projecció s'anomena rostrum. La closca presenta diferents graus de calcificació i consistència segons els grups.

## Aràcnids
En els aràcnids, la closca està formada pel cefalotòrax; és una cobertura en la part superior a prop de la fusió del tergites del prosoma en una placa única i és on s'ubiquen els ulls, l'ocularium, els ozopores dels opilions, entre altres òrgans específics. En uns quants ordres, com en els solífugs i els schizomida, pot estar subdividida.

## Quelonis
La closca o cuirassa de les tortugues està formada generalment per plaques òssies revestides de plaques còrnies, i a vegades només per plaques còrnies. La columna vertebral i les costelles es fusionen formant plaques sota la pell i formen la closca. Exteriorment a la pell, la closca està coberta per escuts, plaques còrnies que la protegeixen de manera més eficaç.
Les tortugues poden sobreviure de manera sorprenent a lesions severes en la closca, i les escletxes profundes o les porcions desaparegudes de teixit poden reomplir-se d'os i curar-se. En algunes tortugues com en els trioníquids, en la tortuga de nas de porc d'Austràlia o en la gran tortuga llaüt els falten escuts i la closca es cobreix només amb pell.
Les closques de moltes espècies de tortugues presenten colors brillants amb motius originals que permeten als individus de les mateixes espècies identificar-se a certa distància.

## Mol·luscs
En els mol·luscs la closca pren el nom de conquilla que pot ser formada per una (gastròpodes, escafòpodes cefalòpodes, monoplacòfors), dues (bivalves) o més plaques (poliplacòfors) de carbonat de calci i proteïna. Alguns grups de mol·luscs han reduït la mida de la conquilla fins a ser pràcticament inexistent (p. ex.: els llimacs) i altres l'han interioritzat (p. ex.: les sèpies).